# Ньив-Амстердам (форт)
Форт Ньив-Амстердам занимает стратегически довольно важное положение: он находится в месте слияния рек Коммевейне и Суринам, недалеко от впадения в Атлантический океан. Крупная крепость была возведена с целью защиты сельскохозяйственных угодий в верховьях обеих рек. Представляла собой земляное сооружение в форме пятиугольника. На его территории располагались 5 бастионов, выходивших за пределы самой крепости. Инициатором строительства форта выступило «Общество Суринама».
В образовании «Общества Суринама» в 1683 году приняли участие 3 учредителя, в том числе, город Амстердам. Целью его деятельности являлось извлечение прибыли от обеспечения защиты и поддержки колонии.
Начало возведения форта Ньив-Амстердам было положено в 1734 году. «Общество Суринама» лично поставляло средства труда, ресурсы и нанимало инженеров. Строительство осуществляли рабы.
К моменту практически полного окончания работ в 1747 году сумма затрат на крепость составила более 1 млрд нидерландских гульденов. Она в два раза превышала количество средств, предусмотренных в бюджете, и даже после выделения последних затраты значительно выросли в связи с рядом задержек и отсрочек. К примеру, даже производимые в колонии кирпичи оказались низкокачественными и непригодными. Именно поэтому корабли, перевозившие рабов из Африки, занимались также доставкой кирпичей.

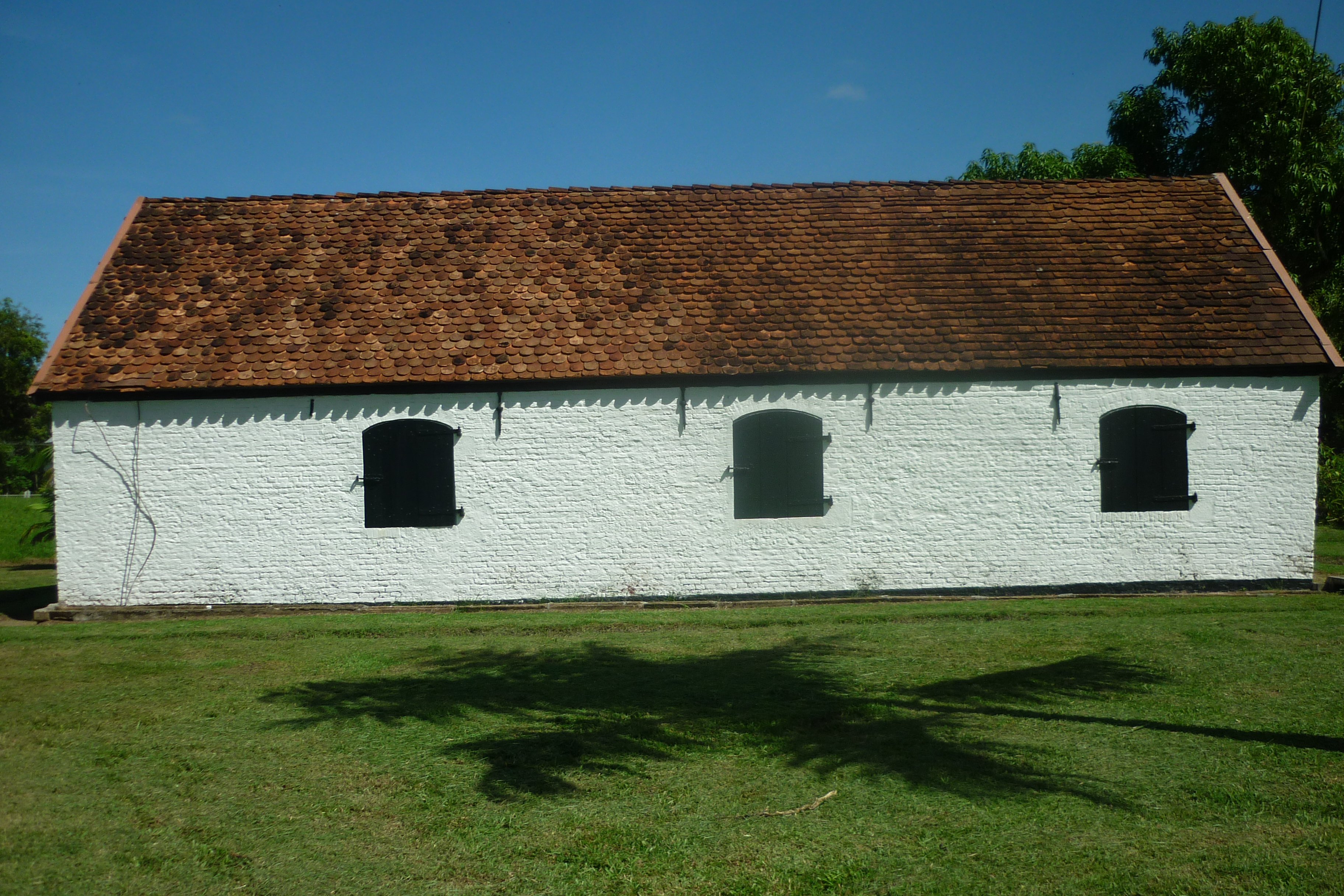
Старейший пороховой склад крепости

К тому же знания нидерландских специалистов, возводивших форт, и инженеров об условиях среды местности были довольно слабы. Комнаты для приезжих и пороховые склады сооружались в соответствии с голландскими стандартами и в силу этого не соответствовали местным условиям. Так, губернатор Суринама Ян Якоб Маурисиус 25 сентября 1744 года писал: «Всё возводилось таким образом, будто это осуществлялось далеко на севере».
В сооружённом кирпичном пороховом складе было очень сыро, в силу чего хранение пороха в нём не представлялось возможным. Другие здания, мосты, казармы для офицеров и солдат быстро ветшали из-за нахождения колонии в условиях тропиков. К примеру, развелось значительное число мокриц.
Для дальнейшей эксплуатации форта требовались продолжительный ремонт и внесение значительных изменений. История форта, как и любого оборонительного сооружения, была не совсем удачна. Англичане захватывали крепость с лёгкостью целых два раза.

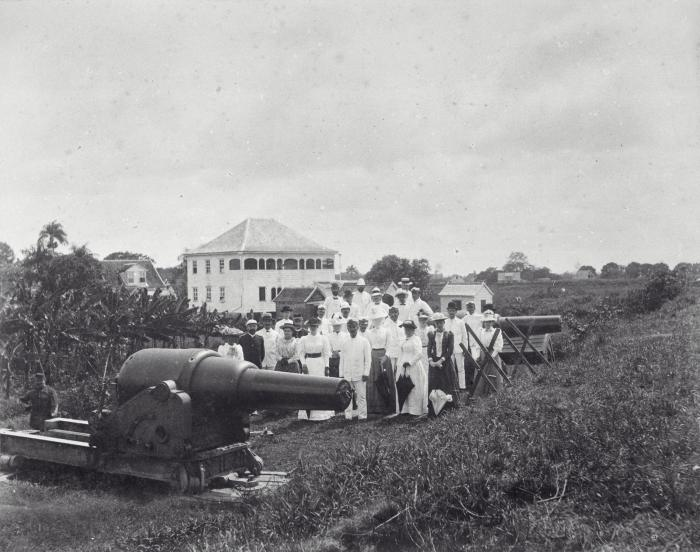
Губернатор Суринама Титус Асх ван Вейк в ходе посещения форта. Приблизительно 1893—1894 года

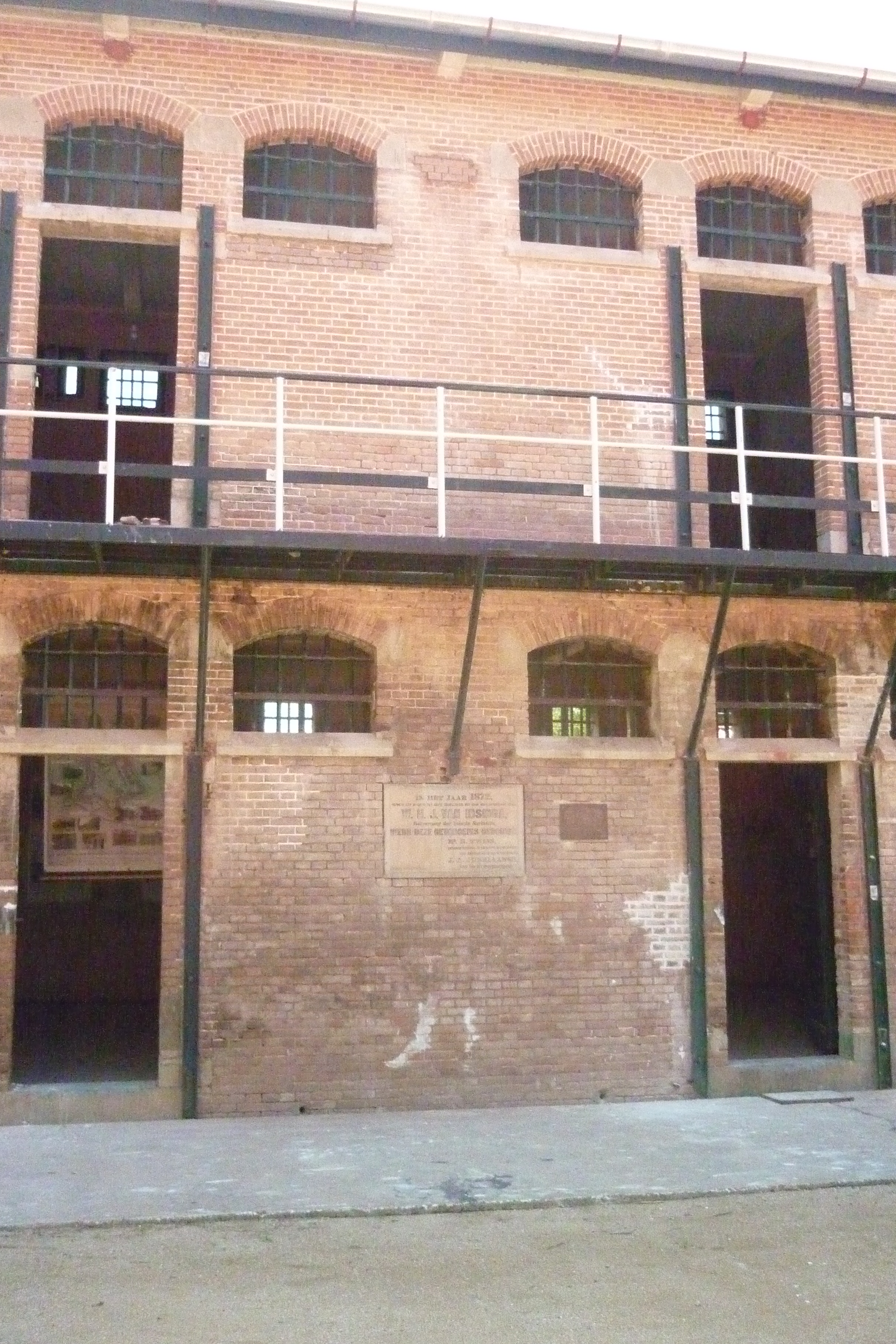
Место содержания заключённых.

В XIX веке форт всё больше и больше терял свою значимость. В 1872 году ряд казарм был приспособлен для содержания заключённых. Вплоть до 1967 года здесь размещалась единственная официальная тюрьма в Суринаме. 1 февраля 1907 года форт окончательно утратил статус оборонительного сооружения. Такое решение приняли органы власти округа Коммевейне.
В годы Второй мировой войны форт обеспечивал разработку бокситов американцами, производившуюся в верховье реки Суринам. Присутствующие в крепости до сих пор крупные пушки живо напоминают об этом.
Также в годы войны в тюрьме содержались 146 заключённых из Голландской Индии. Они подозревались в сочувствии к крупнейшей Национал-социалистической нидерландской рабочей партии. Именно этому тёмному периоду в истории крепости А. Г. Бесир посвятил свою книгу «Зелёный ад» (нидерл. De Groene Hel), выпущенную издательством «Servo» в 1994 году.